# Problema dels universals
En el curs de la filosofia medieval, el debat sobre els universals és un bon reflex de les dificultats per dotar de nous sentits les velles aspiracions sobre el coneixement.
Des del punt de vista històric, el problema té el seu origen en el problema de fons grec: la solució al problema de la unitat vers la pluralitat (d'aquí universals, un-vers-alia, un vers els altres). Els inicis del problema es troben ja en el debat entre Plató i Aristòtil: per Plató les Idees (com ara home, cavall o taula) existeixen realment, i els objectes concrets només són reflexes d'aquestes. Aristòtil, per contra, rebutja aquest pensament idealista: tot i que manté la distinció hilemorfista entre matèria i forma, i no accepta que les Idees puguin existir com a entitats separades.
A partir dels comentaris de Porfiri a l'obra d'Aristòtil, i de Boeci a l'obra de Porfiri, la problemàtica arriba a l'època medieval, en forma de pregunta tant epistemològica com ontològica: 'La realitat està constituïda per conceptes universals o bé pels individus als quals s'apliquen aquests conceptes?'.
Es tracta d'una confrontació entre realitat ideal i material. En acceptar la primera opció, se salva el valor de la raó. Amb la segona, s'anteposa el coneixement sensible al racional.

## Realisme i nominalisme alseglexi
Les dues postures s'enfronten finalment al segle XI-XII, en el debat entre Roscelin de Compiègne i Anselm de Canterbury. Roscelin adopta un nominalisme radical que rebutja que els universals existeixin realment. El gènere i l'espècie no són més que flatus vocis (cops de veu, alè sense significat). Per contra, sant Anselm adopta una postura realista, és a dir, creu que els universals existeixen realment fora de la ment com a models de les coses; els individus en són realitzacions contingents. Els membres de l'escola modista comparteixen aquesta concepció. Pere Abelard, coetani d'ambdós personatges, defensa una postura denominada conceptualisme, una nova línia propera al nominalisme.

## Realisme moderat delseglexiii
Tant Siger de Brabant com Tomàs d'Aquino adopten una postura intermèdia entre el realisme i el nominalisme. Per Siger de Brabant, l'universal és un concepte que s'adquireix a partir de l'abstracció del particular. Té un fonament en la naturalesa de les coses que queda reflectit en els judicis. Tomàs d'Aquino afirma que els universals existeixen com a formes presents en l'intel·lecte diví. Les formes es troben en tots els individus d'una espècie, però són diferents, individuals i concretes per a cadascun.

## Nominalisme delseglexiv
Al segle xiv Guillem d'Ockham proposa un nominalisme extrem: l'universal no existeix en si mateix ni en cap altra cosa, i existeixen únicament els individus singulars. La seva proposta d'eliminar completament els conceptes universals no era tan sols per aplicar-lo a la lingüística, les conseqüències ontològiques suposaven una simplificació enorme. El principi responia al famós entia non sunt multiplicanda praeter necessitatem, la navalla d'Ockham.
Amb diferents variants el nominalisme d'Ockham es va difondre per Europa com a interpretació moderna oposada a l'antiga de Tomàs d'Aquino.